# Anguo
För andra betydelser, se Anguo (olika betydelser).
Anguo är en stad på häradsnivå  i norra Kina, och är en del av Baodings stad på prefekturnivå  i provinsen Hebei. Den ligger omkring 190 kilometer sydväst om huvudstaden Peking.Den har ungefär 0,4 miljoner invånare på en yta av 486 km². Staden är även känd som Qizhou. Den kinesiska författaren och dramatikern Guan Hanqing, verksam under 1200- och 1300-talen, var född i Anguo.

## Demografi
| Område                         | Invånarantal 1 juli 1990 | Invånarantal 1 november 2000 |
| ------------------------------ | ------------------------ | ---------------------------- |
| Stad (de jure)                 | Ingen uppgift            | 385 139                      |
| Stad (de facto)                | 363 452                  | 378 830                      |
| Urban befolkning (de facto)    | 21 350                   | 121 948                      |
| ...varav centralort (de facto) | 10 481                   | Ingen uppgift                |

Anguo var tidigare en landsbygdskommun, men blev stad år 1991. 